# Waukegan
Waukegan é uma cidade localizada no estado americano de Illinois, no Condado de Lake. A cidade foi fundada em 1841.

## Demografia
Segundo o censo americano de 2010, a sua população era de 89.078 habitantes.
Em 2006, foi estimada uma população de 92.066, um aumento de 4165 (4.7%).

## Geografia
De acordo com o United States Census Bureau tem uma área de 59,8 km², dos quais 59,6 km² cobertos por terra e 0,2 km² cobertos por água. Waukegan localiza-se a aproximadamente 210 m acima do nível do mar.

## Localidades na vizinhança
O diagrama seguinte representa as localidades num raio de 12 km ao redor de Waukegan.

## Ilustres
- Ray Bradbury, escritor